# Человек-паук (мультсериал, 1967)
«Человек-паук» (англ. Spider-Man) — американский мультипликационный сериал об одноимённом персонаже, транслировался с 9 сентября 1967 года по 14 июня 1970 года по каналу ABC. В его создании участвовали канадские актёры-дублёры и американские мультипликаторы. За основу сюжета была взята серия комиксов «Amazing Spider-Man», созданная писателем Стэном Ли и художником Стивом Дитко. В эфир вышло 52 эпизода телешоу, поделённых на 3 сезона. Первый сезон был создан студией «Grantray-Lawrence Animation», а второй и третий сезоны — продюсером Ральфом Бакши.
В России транслировался на телеканале СТС с 16 апреля по 1 июля 2008 года по будням в 6:00.

## Роли озвучивали

### Основные персонажи
- Пол Соулс — Питер Паркер / Человек-Паук , Фантастический Факир, Окс, Стервятник (обычный голос)
- Бернард Коуэн — рассказчик, Док. Магнето, Десперадо, Док. фон Шлик и дополнительные голоса
- Пол Клигман — Джей. Джона Джеймсон, Хиппи Поэт, Ли Паттерсон («Паук и муха»), «Скрипач», «Джейк», «Дополнительные голоса»
- Пег Диксон — секретарь Бетти Брант, миссис Коннерс, Аделаида, Мэй Паркер, Мари, мисс Труббл, Диана, миссис Ван Меер, Эмили Торндайк, графиня Белински, Мэри Джейн Уотсон, Полли, Сьюзан Шоу

### Второстепенные персонажи
- Верн Чапман — Доктор Осьминог (Сила доктора Осьминога)
- Джилли Фенвик — доктор Смарт, Человек-ящерица / доктор Курт Коннорс, Стервятник (Фраза: небо падает), Плоттер, Блэквелл-маг (волшебная злоба), Пардо
- Билли Мэй Ричардс — Билли Коннорс, Бумажный мальчик
- Том Харви — Электро, Директор, доктор Стилвел, Сандман, Доктор Осьминог («Грозный триумф доктора Осьминога»), мастер-техник, кружки Райли, мастер-лоза, Клайв, барон фон Рантенравен, д-р Атлантиан, специалист по радиации, дополнительные голоса
- Крис Виггинс — Мистерио, Р. Ли Кливендон, Блэквелл Маг (Прощальный спектакль), Бумер, Инфината
- Генри Рамер — Генри Смит, Гранди мистик, Доктор Ной Бодди, Мистер Флинтридж, Ли Паттерсон (Trick или Treachery)
- Карл Банас — Скорпион, Чарльз Камео (Double Identity)
- Лен Карлсон —  Зелёный Гоблин, Парафино, Стэн Паттерсон (Trick или Treachery), Болтон, Ян Колдуэлл, Капитан Нед Стейси, Вегио
- Эд Макнамара — Носорог, Чёрная-борода, Вулканец
- Макс Фергюсон — Фантом, Палач Парижа
- Клод Рэй — Чарльз Камео (Зловещий премьер-министр)
- Джек Матер — Джесси Джеймс
- Фрэнк Перри — капитан Джеймс Боте
- Альфи Скопп — Стэн Паттерсон («Паук и муха»), клерк магазина ювелирных изделий
- Дж. Фрэнк Уиллис — Кир Флинтридж III

## Список серий
| Сезон | Серии | Серии | Даты показа       | Даты показа     |
| Сезон | Серии | Серии | Первая серия      | Последняя серия |
| ----- | ----- | ----- | ----------------- | --------------- |
| 1     | 20    | 20    | сентябрь 9, 1967  | январь 20, 1968 |
| 2     | 19    | 19    | сентябрь 14, 1968 | январь 18, 1969 |
| 3     | 13    | 13    | март 22, 1970     | июнь 14, 1970   |